# Yingjing
Yingjing (en chino, 荥经; pinyin, Yíngjīng ; en sichuanés, Yun2jin1) es un condado bajo la administración directa de la ciudad-prefectura de Ya'an. Se ubica en la provincia de Sichuan, centro-sur de la República Popular China. Su área es de 1776 km² y su población total para 2010 superó los 147 mil habitantes. 

## Administración
Desde diciembre de 2019, el  Condado Yingjing se divide en 12 pueblos que se administran en 1 subdistrito, 7 poblados, 2 villas y 2 villas étnicas. 

## Toponimia
El topónimo Yingjing [/ying-ching/] se forma al combinar los nombres  de los ríos Ying (荥河) y Jing (经河) que bañan su territorio.
En documentos antiguos se utilizaba "Yunjing" (荣经) como alternativa de Yingjing (荥经), pero "Yingjing" apareció por primera vez después de que el condado fuera restaurado durante la dinastía Ming (1368-1644), mientras que "Yunjing" se utilizó desde la dinastía Tang (618-907). Después de la dinastía Ming, "Yunjing" seguía siendo el nombre más común para este condado, mientras que "Ying" (荥) se usaba más comúnmente para un río. Los lugareños todavía pronuncian el nombre del condado como "Yunjing".